# ليانان شي
لیانان شي (بالإنجليزية: Lliannan - she)‏ في جزيرة مان تعتبر روحا صديقة، وهي جنية fairy تنتظر مواجهة الرجال. فإن تحدث إليها أحدهم تبعته دائما، ولكنها تبقى غير مرئية لأي شخص آخر.